# Basilique Saint-Pierre de Capharnaüm
La basilique Saint-Pierre de Capharnaüm est une basilique contemporaine du XXe siècle, construite sur une église byzantine du Ve siècle, elle-même construite sur les restes archéologiques présumés de la « maison de saint Pierre » (domus ecclesiae) du début du christianisme, à Capharnaüm en Terre sainte.   

## Historique
Avec la promulgation en 313 de l'Edit de Milan par l'empereur Constantin Ier, les chrétiens ont obtenu le droit de cité et la liberté de culte. À partir du IVe siècle, la Palestine qui était déjà la terre donnée par Dieu au peuple juif, est aussi devenue la Terre sainte pour les chrétiens. Ceux-ci commencent à y construire des églises dans les principaux lieux évoqués dans les Evangiles. Elle est envahie par les Sassanides durant la guerre perso-byzantine. Comme beaucoup de lieux saints, la première basilique chrétienne de Capharnaüm est probablement détruite par les envahisseurs en 614 ; et la synagogue (qui n'était plus celle dans laquelle Jésus prononça son discours sur le pain de vie après le miracle de la seconde multiplication des pains) peut-être vers 629, lors de la reconquête de la Palestine par l'empereur byzantin Héraclius. Le village est alors abandonné et ses ruines tombent dans l'oubli jusqu'à ce que la Custodie franciscaine de Terre sainte rachète le site en 1898 pour y engager plusieurs campagnes de fouilles archéologiques.
Les Franciscains mènent à Capharnaüm des fouilles systématiques depuis 1905. Le frère Wendelin Hinterkeuser (de) et le père Gaudenzio Orfali (de) dégagent des ruines une église byzantine octogonale du Ve siècle (datation par les monnaies et la céramique qui y ont été retrouvées) faisant l'objet d'une monumentale restauration . La custodie de Terre sainte confie la campagne de fouilles la plus importante aux deux pères franciscains, Stanislao Loffreda (en) spécialiste en poterie antique, et Virgilio Corbo archéologue, qui mettent au jour de 1968 à 1974, une habitation de deux pièces du Ier siècle construite sous cette église, et intégrée dans un quartier composé de plus petites habitations, pauvres et simples, groupées autour de courettes irrégulières. Cette maison, en pierre de basalte gris comme l'ensemble du village, est composée d'un ensemble de pièces s'ouvrant sur deux cours, ce qui suggère qu'y vivait une famille assez aisée. Tandis que la plupart des maisons plus modestes appartenaient à des pêcheurs, des agriculteurs et des petits commerçants. Un petit escalier extérieur en pierre permet d'accéder à un toit-terrasse fait de branchages et d'argile, sur lequel les habitants dorment les nuits chaudes d'été, font sécher le poisson ou les dattes.
Parmi les milliers de fragments d'enduit retrouvés sous la mosaïque de l'église byzantine, ont été retrouvées plus de 120 inscriptions grattées dans le plâtre des murs des IIe et IIIe siècles : 9 en araméen, 151 en grec ancien, 13 en syriaque et 2 en latin mentionnant des mots chrétiens (Seigneur, Messie, Jésus, Christ, Dieu et Pierre). Elles représentent des dessins de croix, de navires et de poissons. Les datations et interprétations de ces graffiti et l'attribution de la maison à Pierre par les religieux franciscains, dépourvues de recherches d'historiens, restent controversées,. Elles peuvent reposer sur le désir de chrétiens, dont le pèlerinage en Terre sainte est attesté dès le IVe siècle, de trouver les signes tangibles du ministère de Jésus et sur celui des archéologues franciscains de vouloir assurer l'historicité des traditions en essayant de les faire remonter au plus près le l'Âge apostolique. Les pèlerins qui affluent en Terre sainte pour le pèlerinage de Jérusalem, fréquentent ces « Domus ecclesiae » (premiers lieux de culte occupés par des judéo-chrétiens) et laissent des témoignages (dont Égérie au IVe siècle). 
À la fin de ce siècle, l'insula sacra est isolé du reste des autres insulae qui l'entourent par un grand mur de près de 120 m de long,  une pièce de l'habitation mesurant 5,8 m sur 6,45 m, est transformée en église de maison par l'auteur chrétien antique Joseph . 
L'important écart chronologique et archéologique entre les vestiges du Ier et du IVe siècle suggère, selon l'historien Simon Claude Mimouni, que « l’attribution à Pierre repose sur des témoignages de foi, dont il est possible mais seulement possible et non assuré qu’ils reflètent une tradition exacte qui aurait survécu » à cette époque.
En 1990, la basilique franciscaine moderne, actuelle Saint-Pierre de Capharnaüm, est construite sur le site. Consacrée par le cardinal Duraisamy Simon Lourdusamy le 29 juin 1990, elle repose sur de grands piliers en béton qui la séparent du sol et qui offrent de l'intérieur, via un plancher partiellement vitré, une vue sur les anciens murs.

## Bethsaïde et Capharnaüm dans le Nouveau Testament

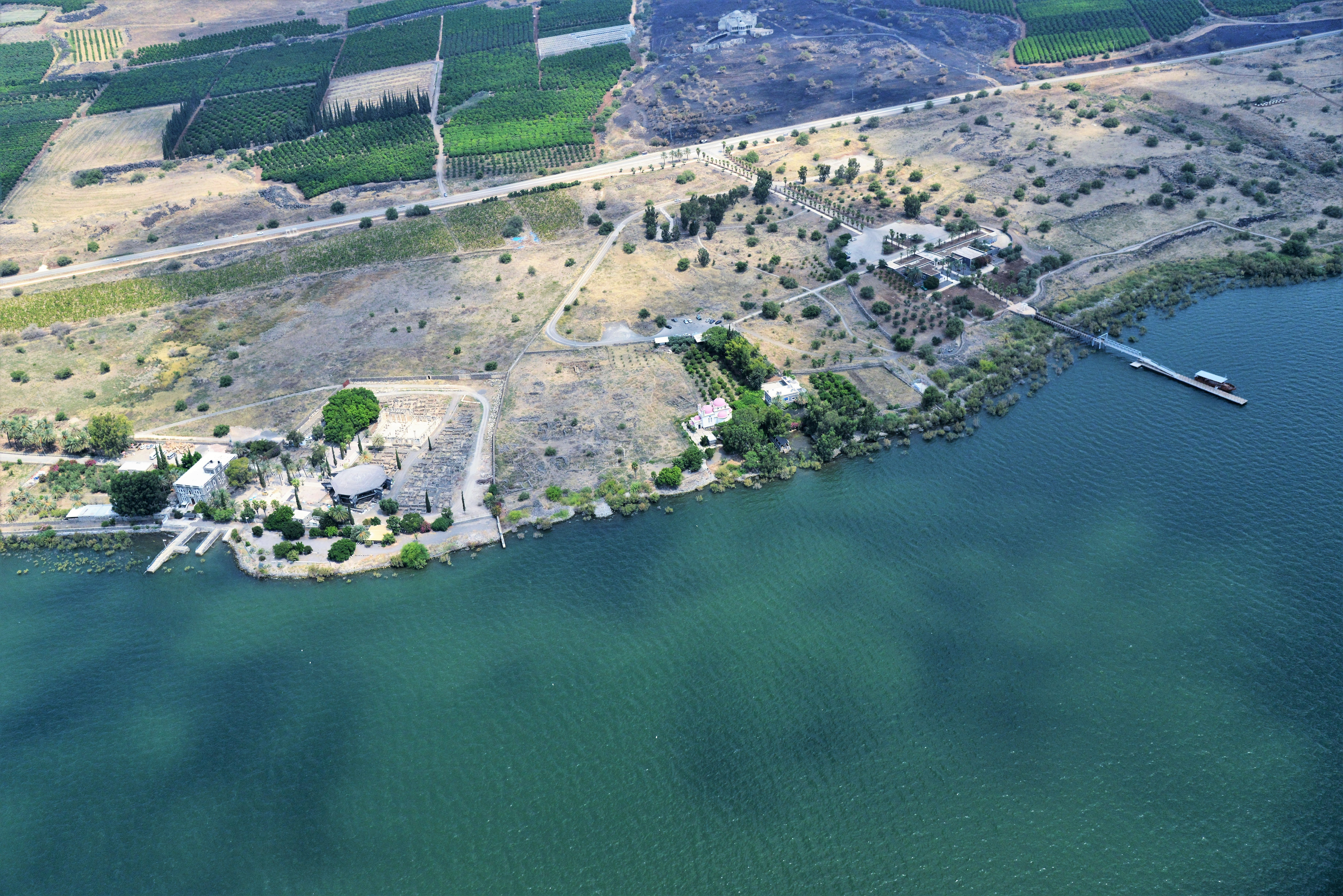
Le rivage de Capharnaüm, vu du ciel. Lorsque le niveau de l'eau est bas, les jetées de l'ancien port sont visibles. Le toit octogonal en béton de la basilique franciscaine actuelle, jouxte la synagogue de Capharnaüm au nord, le monastère franciscain à l'ouest et l'église grecque orthodoxe des Saints-Apôtres à l'est.

Bethsaïde (bourgade voisine de Capharnaüm au bord du lac de Tibériade) est connue dans le Nouveau Testament comme lieu de naissance des apôtres Pierre et de son frère André, ainsi que de Jean et son frère Jacques le Majeur, de Nathanaël et de Philippe qui y sont nés et y ont vécu avec leurs familles.

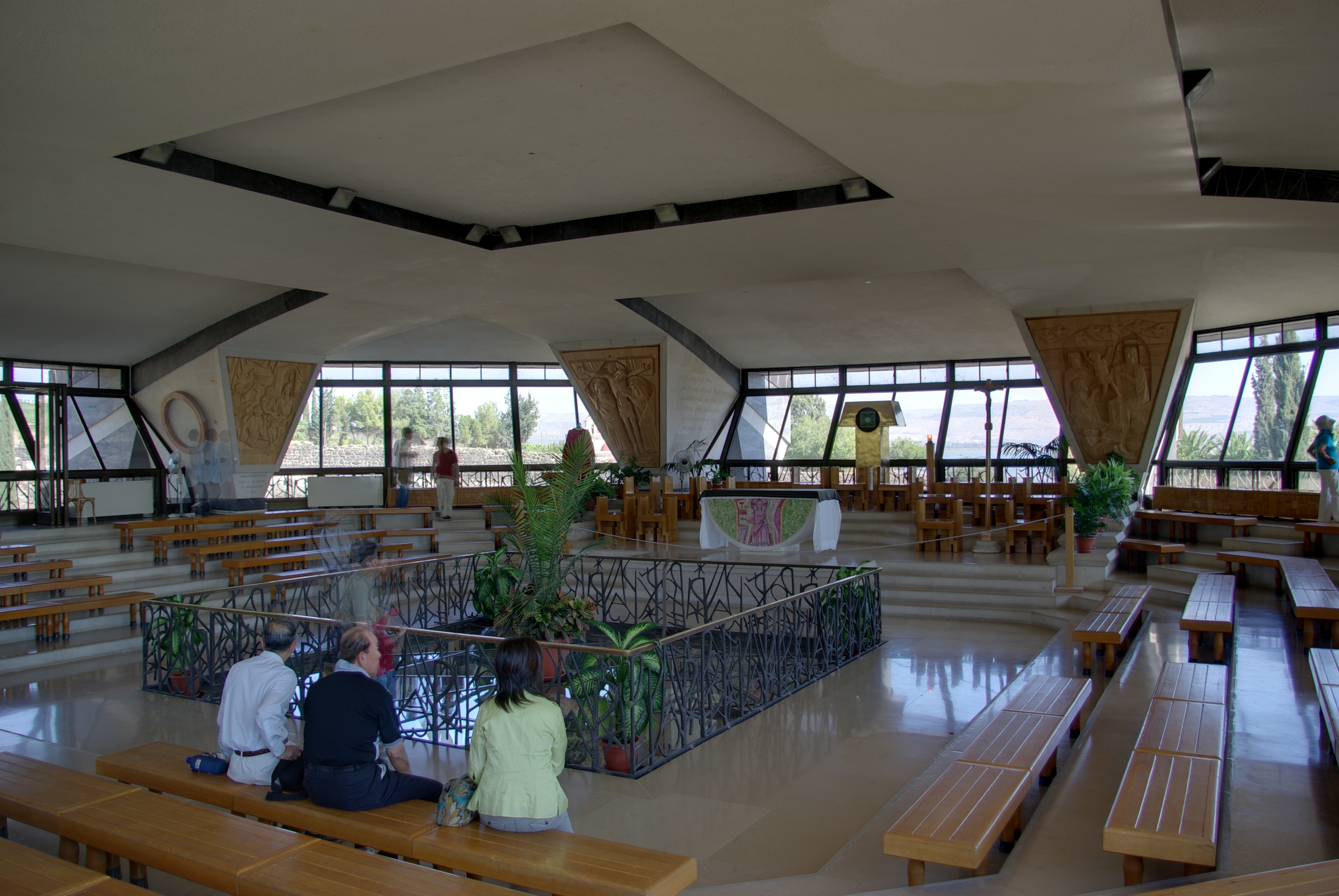
Église contemporaine du XXe siècle
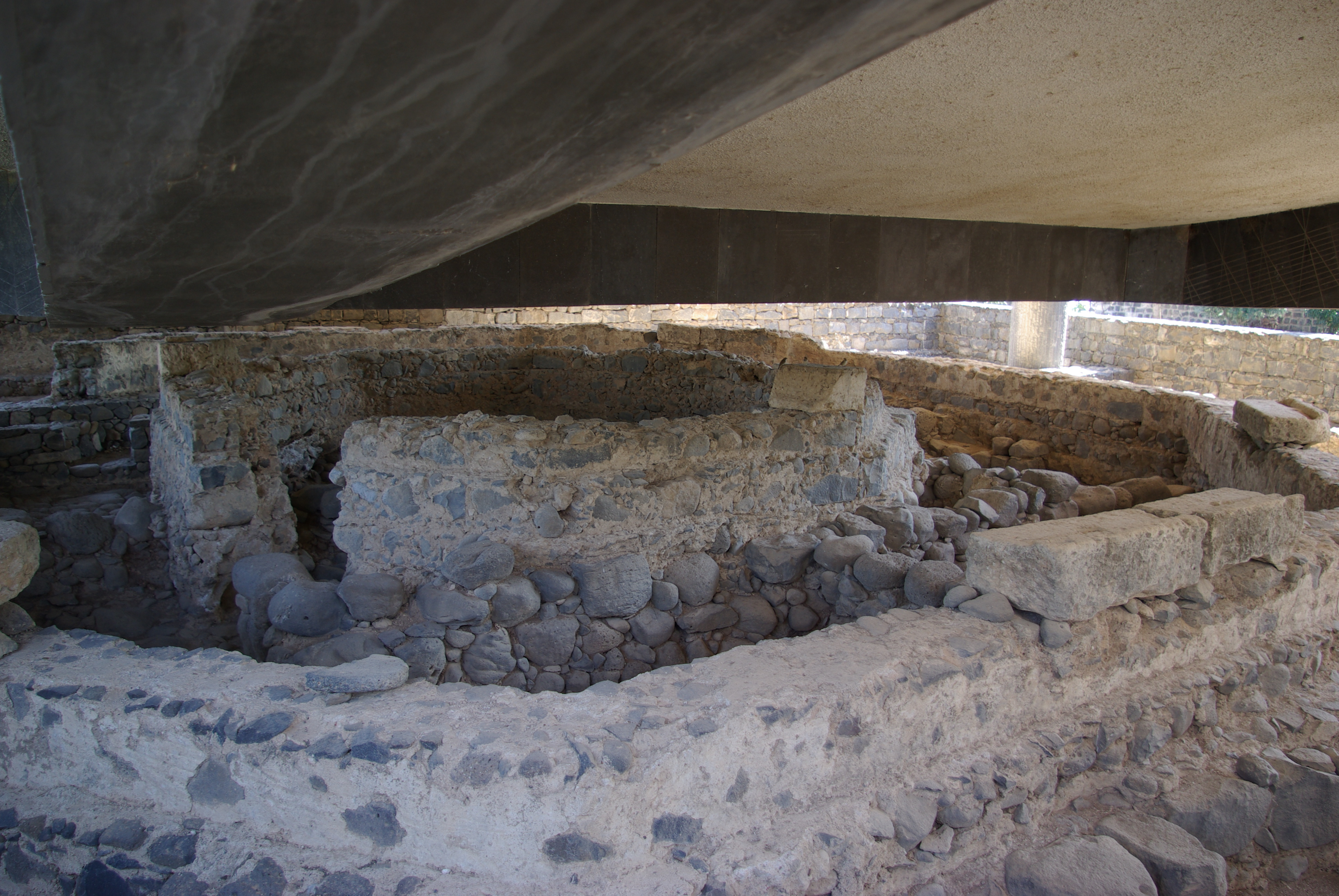
Restes archéologiques de l'église byzantine du Ve siècle
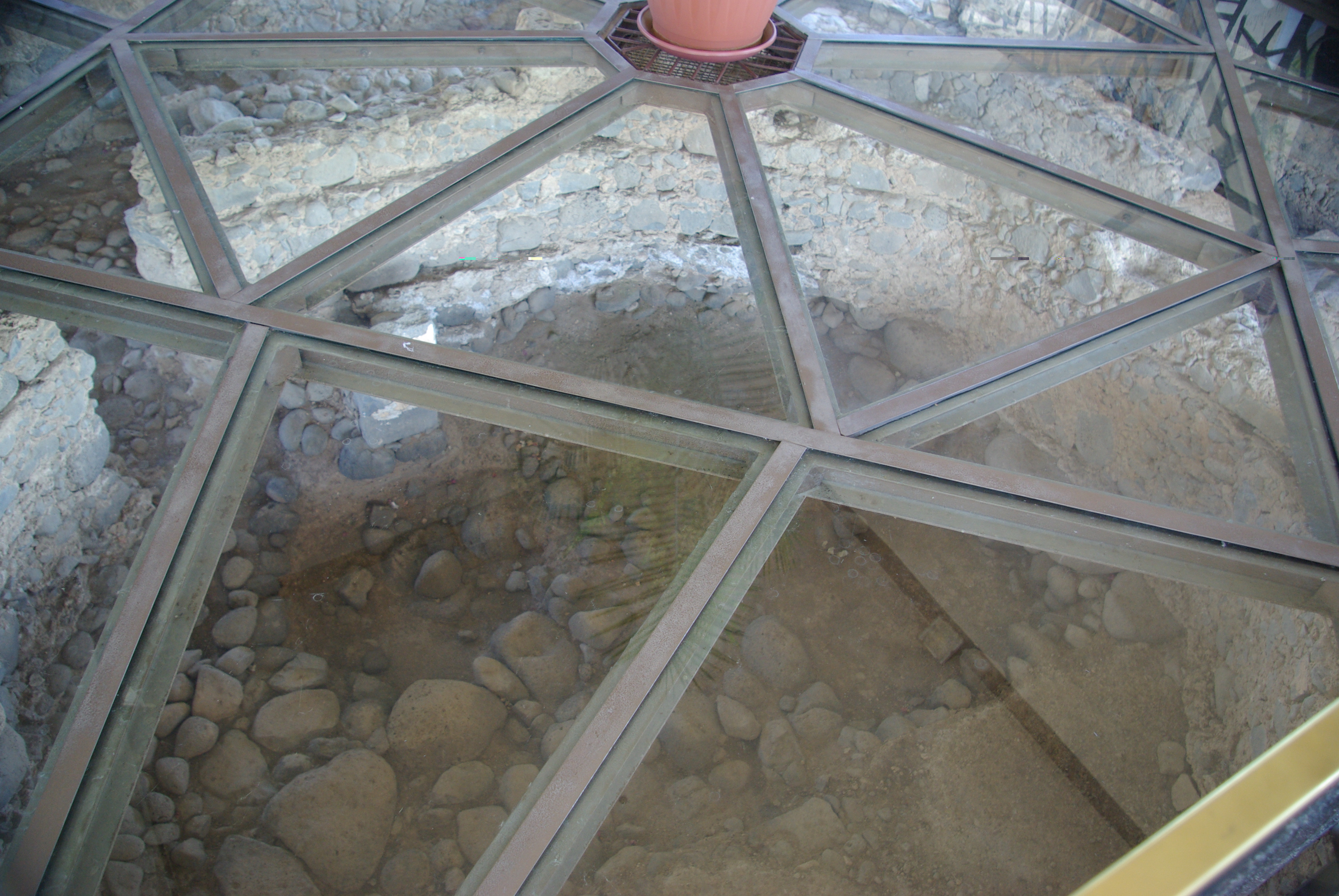
Restes archéologiques de la « maison de Pierre »
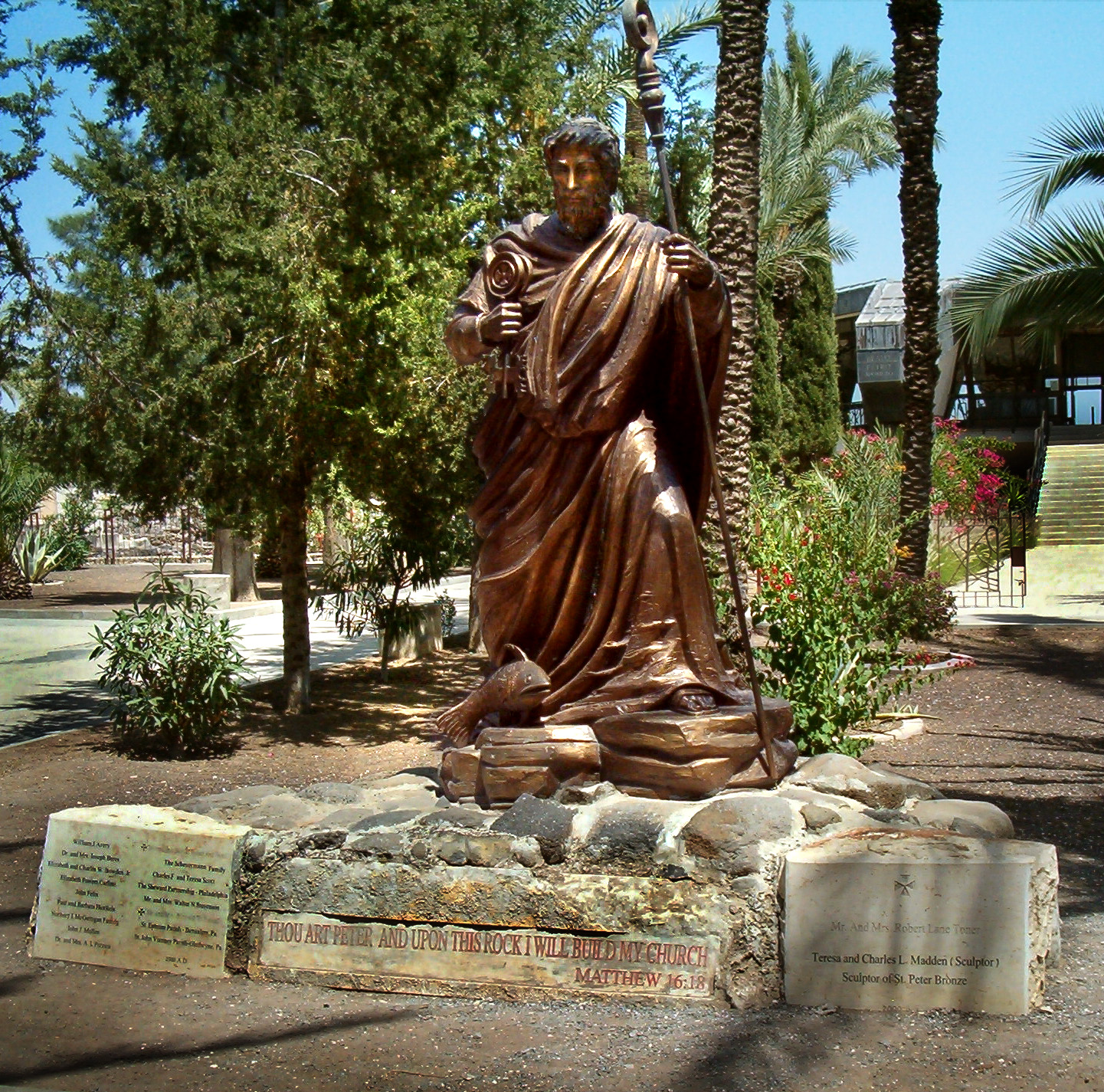
Statue de Saint-Pierre à l'entrée du site